# Frankie J
Frankie J, pseudonimo di Francisco Javier Bautista, Jr. (Tijuana, 7 dicembre 1975), è un cantante messicano, ex membro del gruppo musicale Kumbia Kings.
Nato a Tijuana e cresciuto a San Diego, divenne un artista freestyle col nome d'arte di Frankie Boy verso la fine degli anni 1990. Dopo che il suo album d'esordio nel mondo del freestyle venne accantonato, si unì ai Kumbia Kings, con cui si esibì dal 1999 al 2003. A partire dal 2003 ha intrapreso la carriera da solista, pubblicando il suo primo album, What's a Man to Do, a cui ne sono seguiti altri 6, tutti con brani in lingua inglese e spagnola.

## Discografia
- What's a Man to Do (2003)
- Frankie J (2003)
- The One (2005)
- Un Nuevo Dia (2006)
- Priceless (2006)
- Courage (2011)
- Faith, Hope y Amor (2013)